# اوخسار
اوخسار، روستایی از توابع بخش مرکزی شهرستان نقده در استان آذربایجان غربی ایران است.

## جمعیت
این روستا در دهستان بیگم‌قلعه قرار دارد و براساس سرشماری مرکز آمار ایران در سال ۱۳۸۵، جمعیت آن ۱۹۵ نفر (۴۸ خانوار) بوده‌است.